# 羽田內閣
羽田内閣（日语：／ Hata Tsutomu Naikaku */?）是日本眾議院議員、新生黨黨首羽田孜就任第80任內閣總理大臣（首相）後，自1994年4月28日至1994年6月30日組成的內閣。
在任時間僅得64日，為日本史上第3短的內閣。

## 組閣過程
1994年4月25日，延續前細川內閣，除自由民主黨和日本共產黨外的黨派新生黨、日本新黨、民主社會黨、自由黨、公明黨、社會民主聯合、改革之會組成新內閣，而新黨先驅和新黨未來則黨閣外合作。新生黨黨首羽田孜被國會指名為新首相，羽田內閣成立。
由於在首相指名之後，排除社會黨的議會統一會派改新成立(公明黨不參加)，令社會黨非常不滿，翌日宣佈退出聯合政府，令羽田內閣成少數派政府。
在預算通過以後，因可預期由自民黨及社會黨多數支持的內閣不信任決議將得以通過，內閣決定總辭職。這是由於在選舉改革通過法案未通過，眾議院解散再大選的話，在中選區制度下將執政聯盟難以過半。

## 國務大臣
| 出身母体： 民間人 新生黨 公明黨 日本新黨 民社黨 改革的会 自由黨 |

| 職名                               | 氏名               | 氏名               | 出身母体             | 在任期間                               | 備考                              |
| ---------------------------------- | ------------------ | ------------------ | -------------------- | -------------------------------------- | --------------------------------- |
| 內閣總理大臣                       | 羽田 孜            |                    | 衆議院 新生黨 黨首   | 1994年（平成6年）4月28日 – 同年6月30日 |                                   |
| 法務大臣                           | 羽田孜（臨時代理） | 羽田孜（臨時代理） | 羽田孜（臨時代理）   | 1994年（平成6年）4月28日               |                                   |
| 法務大臣                           | 永野 茂門          |                    | 参議院 新生黨        | 1994年（平成6年）4月28日 – 同年5月8日  | 引責辞任（更迭）                  |
| 法務大臣                           | 中井 洽            |                    | 衆議院 民社黨        | 1994年（平成6年）5月8日 – 同年6月30日  |                                   |
| 外務大臣                           | 羽田孜（臨時代理） | 羽田孜（臨時代理） | 羽田孜（臨時代理）   | 1994年（平成6年）4月28日               |                                   |
| 外務大臣                           | 柿沢 弘治          |                    | 衆議院 自由黨 黨首   | 1994年（平成6年）4月28日 – 同年6月30日 |                                   |
| 大蔵大臣                           | 羽田孜（臨時代理） | 羽田孜（臨時代理） | 羽田孜（臨時代理）   | 1994年（平成6年）4月28日               |                                   |
| 大蔵大臣                           | 藤井 裕久          |                    | 衆議院 新生黨        | 1994年（平成6年）4月28日 – 同年6月30日 |                                   |
| 文部大臣                           | 羽田孜（臨時代理） | 羽田孜（臨時代理） | 羽田孜（臨時代理）   | 1994年（平成6年）4月28日               | 國立國會図書館連絡調整 委員会委員 |
| 文部大臣                           | 赤松 良子          |                    | 民間人               | 1994年（平成6年）4月28日 – 同年6月30日 | 國立國會図書館連絡調整 委員会委員 |
| 厚生大臣                           | 羽田孜（臨時代理） | 羽田孜（臨時代理） | 羽田孜（臨時代理）   | 1994年（平成6年）4月28日               | 年金問題擔當                      |
| 厚生大臣                           | 大内 啓伍          |                    | 衆議院 民社黨 委員長 | 1994年（平成6年）4月28日 – 同年6月30日 | 年金問題擔當                      |
| 農林水產大臣                       | 羽田孜（臨時代理） | 羽田孜（臨時代理） | 羽田孜（臨時代理）   | 1994年（平成6年）4月28日               |                                   |
| 農林水產大臣                       | 加藤 六月          |                    | 衆議院 新生黨        | 1994年（平成6年）4月28日 – 同年6月30日 |                                   |
| 通商産業大臣                       | 羽田孜（臨時代理） | 羽田孜（臨時代理） | 羽田孜（臨時代理）   | 1994年（平成6年）4月28日               |                                   |
| 通商産業大臣                       | 畑 英次郎          |                    | 衆議院 新生黨        | 1994年（平成6年）4月28日 – 同年6月30日 |                                   |
| 運輸大臣                           | 羽田孜（臨時代理） | 羽田孜（臨時代理） | 羽田孜（臨時代理）   | 1994年（平成6年）4月28日               | 新東京国際空港擔當                |
| 運輸大臣                           | 二見 伸明          |                    | 衆議院 公明黨        | 1994年（平成6年）4月28日 – 同年6月30日 | 新東京国際空港擔當                |
| 郵政大臣                           | 羽田孜（臨時代理） | 羽田孜（臨時代理） | 羽田孜（臨時代理）   | 1994年（平成6年）4月28日               |                                   |
| 郵政大臣                           | 日笠 勝之          |                    | 衆議院 公明黨        | 1994年（平成6年）4月28日 – 同年6月30日 |                                   |
| 勞動大臣                           | 羽田孜（臨時代理） | 羽田孜（臨時代理） | 羽田孜（臨時代理）   | 1994年（平成6年）4月28日               |                                   |
| 勞動大臣                           | 鳩山 邦夫          |                    | 衆議院 改革的会      | 1994年（平成6年）4月28日 – 同年6月30日 |                                   |
| 建設大臣                           | 羽田孜（臨時代理） | 羽田孜（臨時代理） | 羽田孜（臨時代理）   | 1994年（平成6年）4月28日               |                                   |
| 建設大臣                           | 森本 晃司          |                    | 衆議院 公明黨        | 1994年（平成6年）4月28日 – 同年6月30日 |                                   |
| 自治大臣 兼 國家公安委員會委員長   | 羽田孜（臨時代理） | 羽田孜（臨時代理） | 羽田孜（臨時代理）   | 1994年（平成6年）4月28日               | 政治改革擔當                      |
| 自治大臣 兼 國家公安委員會委員長   | 石井 一            |                    | 衆議院 新生黨        | 1994年（平成6年）4月28日 – 同年6月30日 | 政治改革擔當                      |
| 內閣官房長官                       | 羽田孜（事務取扱） | 羽田孜（事務取扱） | 羽田孜（事務取扱）   | 1994年（平成6年）4月28日               |                                   |
| 內閣官房長官                       | 熊谷 弘            |                    | 衆議院 新生黨        | 1994年（平成6年）4月28日 – 同年6月30日 |                                   |
| 總務廳長官                         | 羽田孜（事務取扱） | 羽田孜（事務取扱） | 羽田孜（事務取扱）   | 1994年（平成6年）4月28日               |                                   |
| 總務廳長官                         | 石田 幸四郎        |                    | 衆議院 公明黨 委員長 | 1994年（平成6年）4月28日 – 同年6月30日 |                                   |
| 防衛廳長官                         | 羽田孜（事務取扱） | 羽田孜（事務取扱） | 羽田孜（事務取扱）   | 1994年（平成6年）4月28日               |                                   |
| 防衛廳長官                         | 神田 厚            |                    | 衆議院 民社黨        | 1994年（平成6年）4月28日 – 同年6月30日 |                                   |
| 經濟企画廳長官                     | 羽田孜（事務取扱） | 羽田孜（事務取扱） | 羽田孜（事務取扱）   | 1994年（平成6年）4月28日               |                                   |
| 經濟企画廳長官                     | 寺沢 芳男          |                    | 参議院 日本新黨      | 1994年（平成6年）4月28日 – 同年6月30日 |                                   |
| 科学技術廳長官                     | 羽田孜（事務取扱） | 羽田孜（事務取扱） | 羽田孜（事務取扱）   | 1994年（平成6年）4月28日               | 核能委員會委員長                  |
| 科学技術廳長官                     | 近江 巳記夫        |                    | 衆議院 公明黨        | 1994年（平成6年）4月28日 – 同年6月30日 | 核能委員會委員長                  |
| 環境廳長官                         | 羽田孜（事務取扱） | 羽田孜（事務取扱） | 羽田孜（事務取扱）   | 1994年（平成6年）4月28日               | 地球環境問題擔當                  |
| 環境廳長官                         | 浜四津 敏子        |                    | 参議院 公明黨        | 1994年（平成6年）4月28日 – 同年6月30日 | 地球環境問題擔當                  |
| 国土廳長官                         | 羽田孜（事務取扱） | 羽田孜（事務取扱） | 羽田孜（事務取扱）   | 1994年（平成6年）4月28日               |                                   |
| 国土廳長官                         | 左藤 恵            |                    | 衆議院 新生黨        | 1994年（平成6年）4月28日 – 同年6月30日 |                                   |
| 北海道開発廳長官 兼 沖縄開発廳長官 | 羽田孜（事務取扱） | 羽田孜（事務取扱） | 羽田孜（事務取扱）   | 1994年（平成6年）4月28日               |                                   |
| 北海道開発廳長官 兼 沖縄開発廳長官 | 佐藤 守良          |                    | 衆議院 新生黨        | 1994年（平成6年）4月28日 – 同年6月30日 |                                   |

## 内閣官房副長官・内閣法制局長官等
- 内閣官房副長官（政務）- 北村直人（新生黨）
- 内閣官房副長官（事務）- 石原信雄
- 内閣法制局長官 - 大出峻郎

## 關連項目
- 連立政權、閣外協力
- 政權交代
- 非自民·非共產聯合政權
- 自社先連立政權